# Étienne Charles René Souèges
Etienne Charles René Souèges ( 1876 - 1967 ) fue un botánico francés, especialista en criptogámicas. Fue Jefe de trabajo de la Escuela de Farmacia de la Universidad de París.
Fue nombrado miembro de la Société Botanique de France, donde llegó a presidente en 1938.

## Algunas publicaciones
- 1951. Embryogénie et classification. Vol. 4. Ed. Hermann & Cie, 93 pp.

- 1949. La vie végétale: la dynamique de la vie. Bibliothèque de philosophie scientifique. Ed. Flammarion, 301 pp.

- 1936. Exposés d'embryologie et de morphologie végétales. Issues 6-10, vols. 142, 175, 208, 266, 318, 375, 381, 521, 644, 647 de Actualités scientifiques et industrielles. Ed. Hermann.

- 1934. L'embryologie végétale; résumé historique ... Vols. 1-2. Ed. Hermann & cie, 51 pp.

- 1932. Analyse micrographique: techniques, interprétations; à l'usage des médecins, des pharmaciens ... 2ª ed. de Vigot, 240 pp.

## Honores

### Eponimia
- (Orchidaceae) Cynorkis souegesii Bosser & Veyret[1]
- La abreviatura «Souèges» se emplea para indicar a Étienne Charles René Souèges como autoridad en la descripción y clasificación científica de los vegetales.[2]